# Rita Halbauer
Rita Halbauer (* im  20. Jahrhundert) ist eine ehemalige deutsche Fußballspielerin.

## Karriere
Halbauer gehörte Tennis Borussia Berlin von 1975 bis 1982 als Abwehrspielerin an, für den Verein sie in der Verbandsliga Berlin Punktspiele bestritt. Als Meister aus der Liga 1976 hervorgegangen, war ihr Verein berechtigt an der Endrunde um die Deutsche Meisterschaft teilzunehmen. Am 20. Juni 1976 gehörte sie der Mannschaft an, die im Siegener Leimbachstadion vor 3.700 Zuschauern dem FC Bayern München im Finale einen großen Kampf lieferte – am Ende jedoch mit 2:4 n. V. verlor. 1977 erneut Berliner Meister, unterlag ihr Verein der NSG Oberst Schiel bereits im Achtelfinale. Am 20. Juni 1981 erreichte sie mit ihrer Mannschaft erneut das Finale um die Deutsche Meisterschaft. Im Stadion An der Paffrather Straße, der Heimspielstätte der SSG 09 Bergisch Gladbach, war ihr Verein dieser mit 0:4 unterlegen; sie wurde in der 36. Minute für Brunhild Fitzke eingewechselt.

## Erfolge
- Finalist Deutsche Meisterschaft 1976, 1981
- Berliner Meister 1976, 1977, 1981